# The Purge. Noaptea judecății
The Purge (2013) este un film SF de groază thriller scris și regizat de James DeMonaco. Cu Ethan Hawke și Lena Headey în rolurile principale, acțiunea filmului are loc în anul 2022 când Statele Unite devin o națiune renăscută, în care rata criminalității și rata șomajului este cea mai scăzută din toate timpurile. Acest lucru este un rezultat al guvernului care a instituit o perioadă anuală de 12 de ore numită "Epurarea", în care oamenii se pot elibera de emoțiile și sentimentele lor negative, deoarece toate infracțiunile (inclusiv uciderea, furtul și violul) sunt legale și serviciile de urgență sunt suspendate.

## Distribuție
- Ethan Hawke este James Sandin
- Lena Headey este Mary Sandin
- Max Burkholder este Charlie Sandin
- Adelaide Kane este Zoey Sandin
- Edwin Hodge este Bloody Stranger
- Rhys Wakefield este Polite Leader
- Tony Oller este Henry
- Arija Bareikis este Mrs. Grace Ferrin
- Tom Yi este Mr. Cali
- Chris Mulkey este Mr. Halverson
- Tisha French este Mrs. Halverson
- Dana Bunch este Mr. Ferrin
- Peter Gvozdas aseste Dr. Peter Buynak
- Karen Strassman este Journalist
- Peter Jones este The Boss

## Continuare
Datorită succesului acestui film, au fost realizate două continuări de către Universal și Blumhouse: Noaptea judecății: Anarhia (2014) și Noaptea judecății: Alegerile (2016).